# Encalypta asiatica
Encalypta asiatica là một loài rêu trong họ Encalyptaceae. Loài này được J.C. Zhao & L. Li mô tả khoa học đầu tiên năm 2006.